# ジョセフ・クリハラ
ジョセフ・ヨシスケ・“ジョー”・クリハラ（Joseph Yoshisuke "Joe" Kurihara、日本姓：栗原、1895年1月1日 – 1965年11月26日）は、アメリカ合衆国ハワイ準州（Territory of Hawaii）出身の日系二世の軍人・著作家。第一次世界大戦に、アメリカ軍の一員として従軍した、数少ない日系人の一人として知られている。

## 経歴

### 戦前
ハワイ準州カウアイ島に、サトウキビ農園で働く山口県出身の父・吉蔵と母・はるの間に、5人兄弟の4番目として生まれる。
1915年に薬学を学ぶべく、アメリカ本土のカリフォルニア州に渡ったものの、初めて人種差別の洗礼を受けることとなった。その事から、2年後の1917年に中西部のミシガン州に移り住んだが、同年にアメリカ陸軍に志願し、第85師団第328野戦砲大隊F中隊の衛生兵としてフランス・ドイツでの戦線に従軍し、1919年に名誉除隊した。
除隊後は、カリフォルニア州サンディエゴ市のサウスウエスタン大学で電気工学や無線工学、航海術を専攻し、1924年に卒業した。卒業後は、会計士や生産卸売会社の共同経営者、魚介類加工会社のマネージャー、セールスマンなどの職を経て、1933年頃からポルトガル船籍の大型漁船の航海士となり、カリフォルニアを拠点に全世界を航行した。
第二次世界大戦の勃発に伴い、クリハラは航海士の仕事を辞し、軍事関連の任務について、アメリカ人として祖国に忠誠を尽くすことを希望した。しかし、敵性外国人である日系人であることを理由に入隊を拒否されただけでなく、1942年3月23日にマンザナー強制収容所に身柄を送致されることとなった。

### 戦中
当時の収容所では、当局や日系アメリカ人市民同盟（JACL）に対して表だって反抗するのは、一世や帰米二世など、日本にゆかりのある人物ばかりだったが、クリハラは日本語を殆ど解さず、日本へ渡った経験も無かったにもかかわらず、
と主張し続け、その精力的な言動から収容者の間ではカリスマ的存在となった。
1942年12月5日に、マンザナー収容所でJACLの幹部の一人であるフレッド・タヤマが、クリハラがカール・ヨネダ率いる「マンザナー市民連合」を非難していたことを密告したと目された事により、襲撃される事件が起きた際は、反乱の首謀者として逮捕されたハリー・ウエノの釈放を要求する為の委員会の一員として、当局側と交渉にあたった。ウエノは全面的に無実を主張していたにもかかわらず、裁判も行われないまま、刑務所に投獄されることとなったため、12月7日にマンザナー収容所で大規模な暴動が起こることとなり、抗議した日系人の群集と管理局の軍警察が前面衝突。武装した軍警察の発砲等により17歳と21歳の日系人2名が死亡した。
その後、クリハラは当局から暴動の首謀者の一人とされ、当局によってトラブルメーカーと見做された人物が送られる、ユタ州モアブやアリゾナ州ループの市民隔離収容所などを転々とすることとなった。その間も、自分の心境を切々と訴える手記を書き続けた。一部は大手雑誌社にも送ったが、掲載されることはなかった。酷く失望したクリハラは、アメリカ政府の日系人への扱いを、
と評して、1943年の初頭に行われた忠誠登録の核となった質問27・28には「No-No」と答えたことで、アメリカへの絶縁を宣言した。
1943年12月に、日本への移住を申し出た後に、トゥーリーレイク戦争移住センターへ送致された。
1944年7月1日に、希望した収容者にアメリカ国籍の放棄の権利を与える「Public Law 405」がフランクリン・D・ルーズベルト大統領の署名により成立すると、クリハラは正式にアメリカ国籍の放棄を申請した。その際、認めた文章には、
と記したうえで、文末を「BANZAI」の言葉で結んだ。

### 戦後
第二次世界大戦終結後の1945年11月25日、クリハラはアメリカ国籍を放棄した約1500人の元日系人達とともに、日本へ向かう船に乗り込み、敗戦により焦土と化した両親の祖国・日本へと降り立った。
帰国直後のクリハラは、1年間アメリカ軍の軍属として長崎県佐世保市で勤務した。その後は東京へ戻り、貿易の仕事をしつつ、盆栽や盆景に関する本を欧米向けに出版し、各国で高い評価を受けることとなった。
生涯独身を貫き、苦しい生活を送りながらも、アメリカを再訪することと、富士山のよくみえる場所に住むことが年来の夢だと友人に語っていたが、1965年11月26日に東京都目黒区の宿舎で脳溢血により死去した。70歳没。